# Élection présidentielle américaine
L’élection présidentielle américaine est un scrutin indirect permettant l'élection du collège électoral qui a la charge d'élire le président des États-Unis et son vice-président pour un mandat de quatre ans. Par habitude, on appelle « élection présidentielle » l'élection au scrutin direct des grands électeurs par les citoyens dans chaque État de la fédération et du district de Columbia, bien que l'élection soit formellement réalisée par ces grands électeurs un mois plus tard.
Le caractère indirect de cette élection fait que la majorité des grands électeurs est nécessaire pour être élu et non la majorité des voix à l'échelon national. Ainsi, certains États appelés les swing states, qui ne sont pas acquis au même parti à chaque élection et qui comportent un grand nombre de grands électeurs, sont cruciaux pour remporter la présidentielle américaine et concentrent donc l’attention.
Un Election Day (« Jour d'élection ») est fixé par une loi fédérale de 1792 complétée par la loi fédérale sur le collège électoral de 1845. Ainsi l'élection a toujours lieu le mardi qui suit immédiatement le premier lundi de novembre, une fois tous les quatre ans, lorsque le quantième de l'année est divisible par 4.
En cas de décès du président des États-Unis, le vice-président, puis les membres de la liste de succession achèvent le mandat en cours.

## Processus électoral
Le processus électoral décrit ci-dessous est celui en usage en 2009. Il est très différent de celui institué par la Constitution pour la première élection en 1789 et modifié à partir de 1804 par le XIIe amendement. Toutefois, depuis cette date, les modifications résultent de changements dans les lois électorales de chacun des États et non d'une modification de la Constitution.

### Éligibilité
L'article II de la Constitution et les amendements qui s'y rattachent instituent les critères suivants d'éligibilité pour le président et le vice-président :
1. être âgé d'au moins 35 ans ;
2. être citoyen des États-Unis à la naissance (ou être citoyen à la date de ratification de la Constitution, pour les premières élections) ;
3. avoir résidé aux États-Unis pendant au moins 14 ans ;
4. ne pas être candidat à un troisième mandat. Depuis l’adoption du XXIIe amendement à la Constitution en 1947, un Président ne peut effectuer que deux mandats. Si le Président a pris ses fonctions à la suite du décès ou de la démission de son prédécesseur et a exercé plus de deux ans, il ne peut se présenter qu'une fois. Cet amendement fait suite au décès de Franklin Delano Roosevelt lors de son quatrième mandat. Jusqu'alors tous les présidents américains avaient respecté la volonté de George Washington de n'exercer au plus que deux mandats.

### Déclaration
Le candidat doit se déclarer dans chaque État où il veut obtenir les voix des « grands électeurs » (voir ci-dessous). Dans la pratique, les dernières élections se jouent entre les deux candidats des partis démocrate et républicain, avec parfois l'inclusion d'un troisième candidat indépendant ou appartenant à un tiers parti. Généralement, il existe plus d'une douzaine d'autres candidats qui ne sont déclarés que dans quelques États, voire un seul, et qui n'ont aucune chance, même théorique, d'être élus.

#### Déclaration des candidats
Chaque année électorale, plus d'une demi-douzaine de candidats souhaitent se présenter avec l'étiquette de l'un des deux principaux Partis, républicain ou démocrate. Ces candidats commencent par faire campagne au sein de leur parti afin de s'assurer des soutiens éventuels. Ils se déclarent généralement pendant l'année précédant l'élection et entament une campagne de plusieurs mois, ponctuée d'élections primaires (voir ci-dessous), dont l'issue est en général connue en mars. Cette phase se termine par la Convention nationale de leur parti en été, et l'investiture officielle du candidat représentant le parti.
Au sein du parti au pouvoir, le Président en exercice, s'il n'a accompli qu'un seul mandat, est pratiquement toujours candidat à sa propre succession. Son Vice-président est généralement favori pour représenter son parti, comme le républicain Richard Nixon en 1960 (battu par John F. Kennedy), le démocrate Hubert Humphrey en 1968 (battu par Richard Nixon), le républicain George H. W. Bush en 1988 (élu), le démocrate Al Gore en 2000 (battu par George W. Bush) ou la démocrate Kamala Harris en 2024 (battue par Donald Trump).
Au sein du parti d'opposition, la lutte est beaucoup plus ouverte, et la tactique peut évoluer en cours de campagne : si l'un des candidats devient favori, il peut choisir son colistier (pour former un ticket) parmi les autres candidats ou en dehors, ce qui s'est vu très souvent. Certains candidats peuvent alors marchander leur retrait contre une place de candidat à la vice-présidence.
La campagne pour l'investiture implique de nombreuses réunions publiques, des déplacements et de la publicité (affiches, télévision, etc.). Les candidats doivent recueillir auprès des citoyens des fonds pour financer leur campagne mais ils doivent aussi s'assurer des soutiens en prévision de la véritable campagne qui est encore plus onéreuse.
Les élections primaires se déroulent à partir de janvier et, en dehors de leur rôle principal, servent d'indicateur pour classer les candidats. Au fur et à mesure que les résultats apparaissent, les candidats les moins cotés abandonnent la course et le candidat du parti est souvent connu bien avant que la Convention n'officialise le fait.

#### Élections primaires
Pour un article plus général, voir Primaires présidentielles aux États-Unis.
Au cours de l'année qui précède les élections primaires, les candidatures sont évaluées par des comités exploratoires. Puis les candidats recherchent des soutiens financiers.
Les élections primaires sont organisées par les deux partis principaux (et la plupart des autres) pour désigner dans chaque État les délégués du parti qui se rendront à la convention nationale (voir ci-dessous). L'existence et la forme de ces élections primaires dépendent du parti et de l'État. À l'origine, les délégués élus étaient libres de leur vote lors de la Convention ; depuis la seconde moitié du XXe siècle, les délégués s'engagent sur un candidat et, de facto, ce sont les élections primaires qui déterminent le choix du candidat.
Les élections primaires commencent en janvier de l'année électorale dans l'Iowa (avec des caucus) et le New Hampshire (avec des primaires). Ces deux États, qui sont loin de représenter l'ensemble des États-Unis, se sont arrangés pour être les premiers à lancer le processus, essentiellement pour bénéficier de la couverture médiatique qui en découle. Au fur et à mesure que les élections primaires se déroulent, on assiste à l'élimination progressive des candidats qui additionnent le moins de délégués. Cette élimination provient, en grande partie, de la diminution des soutiens financiers : le candidat ne peut plus se permettre de payer ses frais de publicité et de représentation. Pour contrer cet « effet boule de neige », de plus en plus d'États décident de tenir leurs élections primaires le même jour, et ont choisi un mardi du mois de février que les médias ont depuis baptisé « Super Tuesday ». Les élections de 2004 ont montré que le processus était loin d'être stabilisé puisque certains États continuent d'avancer leurs élections primaires dans l'espoir d'acquérir une plus grande importance aux yeux des médias alors que d'autres se regroupent dans le même but.
Les élections primaires prennent la forme d'un vote (un seul par personne) qui peut être, selon les États, soit ouvert à l'ensemble des électeurs qui le souhaitent, soit fermé (réservé aux membres du parti), soit semi-ouvert (les électeurs déclarés comme « indépendants » sont autorisés à prendre part aux primaires de leurs choix). Le vote étant unique, le vote « ouvert » permet à un électeur républicain de voter pour la désignation du candidat démocrate (et vice versa), mais pas les deux.
Dans une minorité d'États (en 2008 : Alaska, Colorado, Dakota du Nord, Idaho (D), Iowa, Kansas, Kentucky, Maine, Minnesota, Montana (R), Nevada, et Nouveau-Mexique (D)), les élections primaires prennent la forme d'un caucus : il s'agit d'une réunion théoriquement réservée aux membres du parti où les votes se font ouvertement, à main levée par exemple. Dans des salles, des bibliothèques et des gymnases municipaux, les participants échangent leurs points de vue et finissent par rallier un groupe soutenant un candidat. Il est possible à des candidats indépendants de se présenter sans passer par les primaires.
En raison du coût de ces mini-campagnes électorales multipliées, certains candidats ne se présentent pas dans tous les États, dans l'espoir d'économiser leurs fonds afin de faire campagne dans les États qui envoient le plus de délégués aux conventions.

#### Conventions nationales des Partis républicain et démocrate

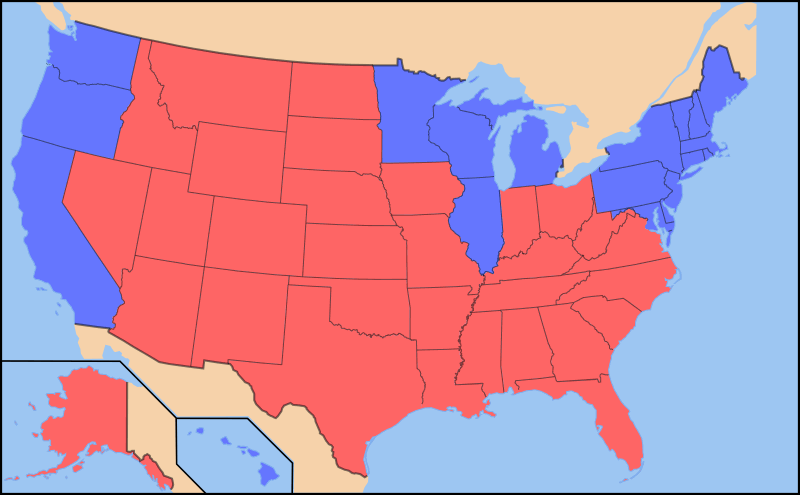
Les États selon leur appartenance politique lors de l’élection de 2004 (Rouge : Républicain ; Bleu : Démocrate).

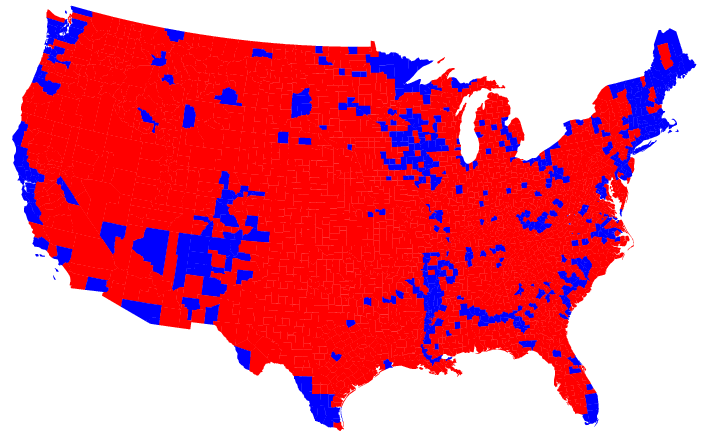
Les comtés selon leur appartenance politique lors de l’élection de 2004 (Rouge : Républicain ; Bleu : Démocrate).

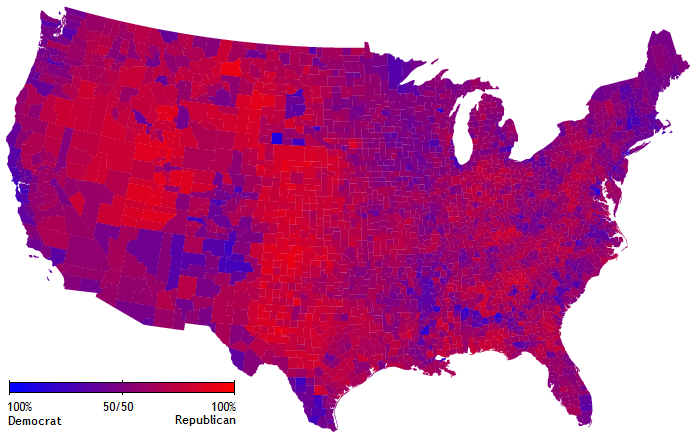
La « Purple America » (« Amérique violette ») : résultats par comtés, selon un spectre de couleur allant du bleu (candidat démocrate) au rouge (candidat républicain) : ce terme apparu après les élections de 2004 tend à démentir les idées reçues à propos du déterminisme géographique des votes aux États-Unis.

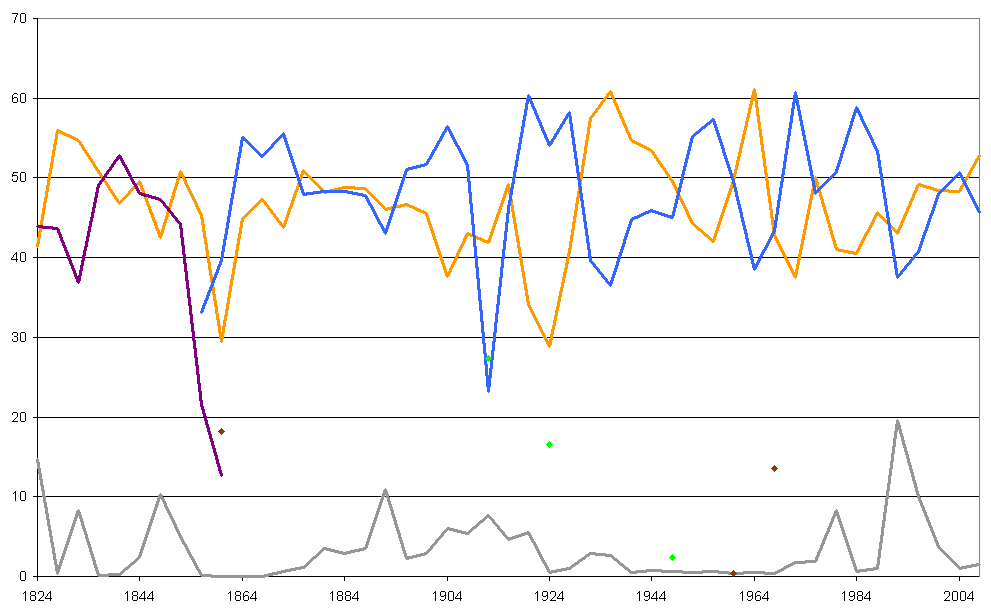
Évolution des différents partis depuis 1824 en pourcentage des suffrages exprimés.

L'histoire politique des États-Unis a abouti à l'existence d'un bipartisme : Parti démocrate (en bleu) et Parti républicain (en rouge). Ces deux partis se réunissent à la convention nationale pendant l'été pour désigner leur « ticket » à l'élection présidentielle. Sur ce ticket figurent deux noms : le candidat à la présidence et celui à la vice-présidence des États-Unis. La convention est aussi l'occasion pour les candidats de présenter leur programme.
En principe, les délégués choisis pendant les élections primaires et représentant chaque État ou territoire américain, doivent voter pour désigner le candidat à la présidence et celui à la vice-présidence qui recevront le soutien du Parti, et c'est ainsi que les Conventions ont fonctionné jusqu'à la fin de la première moitié du XXe siècle. Après cette date, le processus de désignation du candidat a basculé au profit des élections primaires. Les médias totalisent le nombre de délégués acquis à la cause de chaque candidat et celui qui arrive en tête est généralement connu dès la fin du mois de mars. La désignation du candidat par la Convention n'est donc qu'une pure formalité.
En revanche, le choix du candidat à la vice-présidence est effectué plus tard, voire annoncé pendant la Convention. Initialement, la Convention désignait souvent le candidat arrivé second en tant que colistier. De nos jours, c'est le candidat à la présidence lui-même qui choisit son colistier. Le plus souvent, le candidat à la vice-présidence est choisi parmi les candidats originels, mais le Parti peut aussi sélectionner un dark horse (« cheval noir »), c'est-à-dire un relatif inconnu. Les motivations derrière ce choix sont, bien sûr, de nature électorale : il s'agit d'équilibrer le ticket afin de le rendre attrayant dans un maximum d'États. Par exemple, si le candidat principal est issu d'un État du Sud, son colistier sera probablement issu d'un État du Nord ; s'il est perçu comme étant un modéré au sein de son parti, on choisira un colistier plus engagé, etc.
Une fois le vote achevé, le candidat désigné et son partenaire peuvent faire campagne avec l'aide de l'appareil et des fonds de leur parti. La Convention nationale, qui est l'occasion de présenter au grand public la plate-forme des candidats, se tient durant l'été ; elle signale l'ouverture de la véritable campagne électorale, celle qui opposera entre septembre et novembre les candidats républicains aux candidats démocrates.

### Candidats indépendants
Cette section ne s'appuie pas, ou pas assez, sur des sources secondaires ou tertiaires indépendantes du sujet.

Pour l'améliorer, ajoutez-en, ou placez des modèles {{Source secondaire souhaitée}} ou {{Source secondaire nécessaire}} sur les passages mal sourcés. (janvier 2023)
Rien n'empêche des candidatures indépendantes. Cependant, la faiblesse de ces candidatures vient des coûts faramineux qu'entraîne une campagne électorale à l'américaine. Généralement, seul le soutien de l'un des deux grands partis peut assurer une présence médiatique nécessaire pour remporter l'élection.
Outre le coût financier, le mode de scrutin ne permet la présence que de deux candidats. En effet, le mode de scrutin américain est, bien qu'indirect, à un seul tour. Les électeurs ne se prononcent qu'une seule fois, les grands électeurs se contentent uniquement de répercuter le vote des électeurs.
De plus, les difficultés rencontrées par les candidats indépendants sont accrues par l'obligation de faire enregistrer leur candidature dans chacun des cinquante États, chaque État décidant des procédures électorales (le plus souvent, un nombre de signatures de parrainage). La règle du « winner-takes-all », adoptée par la majorité des États, qui attribue l'ensemble des grands électeurs d'un État au candidat qui obtient la majorité simple, empêche toute représentation de votes minoritaires.
À cause de ces nombreuses difficultés, les candidats indépendants ne peuvent exister que s'ils ont des moyens financiers importants mais sans avoir de prétentions présidentielles sérieuses. Cela se résume à dépenser leur fortune personnelle (quitte à la récupérer par la suite sous forme de notoriété pour leurs activités professionnelles). Ce fut notamment le cas de Ross Perot en 1992 et 1996, ainsi que de Ralph Nader en 2000, 2004 et 2008.

### Des traditions héritées duXVIIIesiècle
En application de la clause 4 de l'article II de la Constitution des États-Unis, l'élection présidentielle a lieu le même jour pour tout le pays. Une loi fédérale de 1845 fixe cette date au mardi suivant le premier lundi du mois de novembre, tous les quatre ans. Le choix du mardi a été fait en fonction des préoccupations passées des Américains. Vivant davantage dans les campagnes, il leur fallait plus de temps pour rejoindre les villes. Pour ne pas partir le dimanche, jour chômé et de prières, ils quittaient leur domicile le lundi pour arriver le mardi sur les lieux de vote. En cas de décès ou d'incapacité du président pendant son mandat, le vice-président prend sa place jusqu'à la fin de celui-ci (un ordre de succession est prévu par une loi de 1947). Si le président élu, c'est-à-dire la personne désignée par les grands électeurs pour devenir président, décède entre l'élection par les grands électeurs et l'inauguration durant le premier jour du mandat présidentiel, le vice-président élu, c'est-à-dire la personne désignée par les grands électeurs pour devenir vice-président, devient président le jour de l'inauguration : le cas est prévu par le troisième paragraphe du XXe amendement, mais ne s'est jamais présenté à ce jour. Si un candidat décède entre le vote des citoyens américains et l'élection par les grands électeurs, ces derniers doivent choisir une autre personne : le cas s'est présenté lors de l'élection présidentielle de 1872 lorsque le candidat démocrate et de certains républicains dissidents Horace Greeley mourut vingt-quatre jours après l'élection et que le Congrès décida d'invalider les trois votes de grands électeurs ayant quand même été donnés en sa faveur puisqu'un mort n'est plus une personne aux yeux de la Constitution des États-Unis. La loi américaine ne prévoit pas de report de l'élection présidentielle en cas de décès d'un candidat avant la désignation des grands électeurs par les citoyens : ce sont les statuts des partis qui proposent des règles non officielles en ce cas. Le jour de l'élection est donc fixé d'avance.
Il faut rappeler que :
- les États-Unis sont une fédération dans laquelle les cinquante États autonomes doivent être représentés équitablement ;
- lors de leur fondation en 1783, les États-Unis étaient une confédération dans laquelle les premiers États se méfiaient du pouvoir fédéral et ont donc eu tendance à vouloir limiter les pouvoirs du président des États-Unis ;
- aux XVIIIe et XIXe siècles, il fallait des jours pour traverser le pays.

Le processus électoral est aussi justifié[non neutre] parce que :
- le président des États-Unis n'est pas élu au suffrage direct pour que sa légitimité issue de l'élection ne soit pas trop importante par rapport à celle des parlementaires du Congrès fédéral ;
- les petits États en termes démographiques ont la garantie d'un minimum de représentation.

### Élection du président par le Collège électoral
Le président et le vice-président des États-Unis sont élus par un Collège électoral dont la définition figure dans la Constitution. Ce collège est constitué des grands électeurs (electors) élus au suffrage universel dans chaque État.

#### Évolution de la législation envisagée
Afin de mieux tenir compte du vote populaire, un National Popular Vote Interstate Compact a été signé en 2006. Il n'entrera en vigueur que lorsqu’il aura été adopté par un ensemble d’États représentant 270 grands électeurs (en juillet 2020, 16 États sur 50 l’ont adopté).

#### Désignation des «grands électeurs»
L’Election Day, le mardi qui suit le premier lundi de novembre (donc au plus tôt le 2 novembre, au plus tard le 8), les électeurs américains sont invités à voter pour l'élection de leur président. Cependant, ils n'élisent pas directement celui-ci car le scrutin se fait au suffrage indirect.
Chacun des cinquante États élit un nombre de « grands électeurs » égal au nombre de ses représentants et sénateurs soit 535 (100 au titre du Sénat, 435 au titre de la Chambre des représentants) plus 3 pour le district fédéral de Columbia donc un total de 538 grands électeurs. L’État le plus peuplé, la Californie, dispose de 55 votes et les 8 États les moins peuplés n’en ont que 3 chacun. Les territoires américains (Porto Rico, Guam, les Îles vierges, Mariannes,...) n'élisent pas de grands électeurs (même si Porto Rico compte plus de population que l'ensemble des quatre États américains les moins peuplés).
Les partis politiques établissent leurs listes de grands électeurs lors des conventions politiques par États. Un grand électeur ne peut faire partie du Congrès ou être membre d'une institution fédérale.
Ainsi, dans chaque État, chaque candidat à la présidence des États-Unis est associé à une liste de grands électeurs s'engageant à voter pour lui. Les bulletins de vote portent le nom des candidats à la présidence, mais un bulletin exprimé pour un candidat est en fait attribué à sa liste de grands électeurs.
Tous les États sauf deux, le Maine et le Nebraska, élisent leurs grands électeurs par un scrutin majoritaire de listes fermées : le candidat arrivé en tête remporte la totalité des grands électeurs de l'État (selon « the winner-takes-all system » : principe du « tout-au-vainqueur »). Dans le Maine et le Nebraska, seuls deux grands électeurs sont élus au niveau de l'État, les autres sont élus individuellement et attribués au vainqueur de chaque district congressionnel.
Le mode de scrutin majoritaire de listes explique la disparité entre les résultats populaires qui, lors des dernières élections, étaient proches entre républicains et démocrates, et les résultats des grands électeurs qui donnaient une majorité souvent écrasante à l’un des candidats. À titre d’exemple, on peut citer l’élection présidentielle de 1972 où le candidat républicain Richard Nixon a été élu avec plus de 95 % des voix des grands électeurs alors qu’il n’avait emporté que 60 % des voix populaires.
Une des critiques de ce mode de scrutin est que le président élu peut ne pas être le candidat ayant recueilli le plus de suffrages populaires. Théoriquement au moins, un candidat pourrait être élu avec 21,91 % du vote populaire. Lors de l'élection présidentielle de 2000, le candidat démocrate Al Gore obtint 550 000 voix de plus que son adversaire républicain George Bush au niveau national, mais les 550 voix d'avance que Bush a officiellement obtenues en Floride lui permirent d'obtenir tous les grands électeurs de cet État et de remporter l'élection au niveau fédéral. Mais la critique la plus courante de ce principe est qu’il favorise le bipartisme ; en 1992, le troisième candidat, Ross Perot, n’a reçu aucune voix de grand électeur alors qu'il avait obtenu 18.91% du vote populaire. Un grand électeur peut décider de ne pas voter pour le candidat auquel il avait d'abord apporté son soutien : les cas sont rares, mais on en compte huit dans la période contemporaine[Quand ?]. Certains États ont d'ailleurs interdit cette pratique, qui n'est pas contrôlée au niveau fédéral. Les médias annoncent donc le résultat de l’élection présidentielle au mois de novembre, alors que les grands électeurs ne votent qu’au cours du mois de décembre qui suit.
Le mode de scrutin actuel a été profondément modifié au cours des 46 élections qui ont précédé celle de George W. Bush en 2004. Jusqu'en 1804, les grands électeurs votaient séparément pour le président et le vice-président. Le premier candidat à obtenir une majorité devenait président et celui qui avait obtenu, après lui, le plus de voix devenait vice-président. Ce principe pouvait entraîner la « cohabitation » forcée d’un président et d’un vice-président de deux partis différents. Par deux fois, il est arrivé qu’aucun candidat ne reçoive la majorité et c’est alors la Chambre des représentants qui a désigné le président (mais non à la majorité des voix des représentants mais à la majorité des voix des États, chaque délégation d'un État ayant une voix, quel que soit le nombre de représentants dans cette délégation). Après plusieurs modifications des lois électorales, fédérale et étatiques, on est arrivé au mode de scrutin actuel de l’élection couplée du président et de son vice-président ainsi qu’au vote bloqué des grands électeurs. Des associations cherchent toujours à modifier cela pour passer à un scrutin proportionnel au niveau des États, voire pour l’éliminer complètement et ne conserver que le vote populaire.

#### De l’élection des grands électeurs à celle du président
Les grands électeurs se réunissent dans chacun des États pour élire officiellement le président et le vice-président des États-Unis. Les voix sont ensuite comptées devant une session conjointe du Congrès début janvier.
Si aucun candidat ne recueille la majorité absolue des votes des grands électeurs (égalité ou dispersion des voix), c'est la Chambre des représentants qui élit le président et le Sénat qui désigne le vice-président en vertu du XIIe amendement. Chaque État y a alors une voix, peu importe son nombre d'habitants ou de représentants. Ce vote unique est déterminé à la majorité de ses représentants. Cette procédure fut utilisée en 1800 pour l'élection de Thomas Jefferson et en 1824 pour l'élection de John Quincy Adams.
Au XXe siècle, le télégraphe puis la radio et enfin la télévision, permettent de savoir le soir même qui a remporté l'élection. Donner le nom du président avant la réunion des grands électeurs est possible grâce à la traditionnelle loyauté des grands électeurs : entre 1788 et 2000, sur les 17 000 grands électeurs successifs, 156 seulement n'ont pas respecté le mandat confié par les électeurs de leur État et ont voté pour un autre candidat (faithless electors) - cela n'est pas interdit par la Constitution. Certains États tentent de décourager ce type de comportement en faisant payer une amende aux « candidats déloyaux » (en Caroline du Nord par exemple, l'amende s'élève à 10 000 dollars). En 2000, un grand électeur du District fédéral de Columbia s'est abstenu plutôt que de voter Al Gore pour protester contre le fait que ce district n'était pas considéré comme un État à part entière.

### Scrutins simultanés
L'élection présidentielle a toujours lieu en même temps que les élections législatives fédérales, qui sont également organisées à mi-mandat. En général, les autorités des États organisent plusieurs scrutins en même temps que l'élection présidentielle : élections des gouverneurs, élections des représentants pour les assemblées de chaque État, élections municipales, des juges, du chef de la police, du bureau de chaque école, référendums, amendements aux lois, initiatives locales, etc. C'est le très grand nombre (souvent plusieurs dizaines) de scrutins simultanés qui oblige à recourir à des moyens électromécaniques ou électroniques pour enregistrer les résultats.

### Transition
Entre la confirmation formelle des grands électeurs et la date du 20 janvier où le nouveau président prend ses fonctions, il y a une période de transition qui permet à l'ancienne « administration » (ensemble du gouvernement et des conseillers du président) de faire la liaison avec la nouvelle.
Le 20 janvier suivant l'élection présidentielle (parfois le 21 janvier si le 20 tombe un dimanche) est l’Inauguration Day, journée durant laquelle le nouveau président prête serment (la plupart du temps sur la Bible, mais ce n'est pas une obligation) et fait un discours d'investiture qui doit marquer les grandes lignes de sa présidence. Ensuite, chaque année à la même époque (c'est une coutume, la Constitution n'étant pas si précise), le président se rend au Congrès pour un discours sur l'état de l'Union qui lui permet d'annoncer les grandes lignes du programme politique de l'année à venir.

## Financement de la campagne
L'argent joue un rôle crucial lors de l’élection présidentielle américaine. Il existe un faible financement public pour la campagne présidentielle, contrôlé par la Commission électorale fédérale. Depuis les années 1970, la loi américaine prévoit un contrôle du financement des campagnes. Les donations directes à des candidats ou des partis doivent transiter par des « Political action committes » (PAC) qui sont tenus de révéler l’identité de leurs sponsors et les donations de particuliers ne peuvent excéder 5 000 dollars par an[source insuffisante].
Les candidats doivent déployer de très importants moyens pour récolter des fonds. Ils organisent ainsi des diners privés auprès d'hommes d'affaires fortunés ou de célébrités pour récolter de l'argent[source insuffisante],[source insuffisante]. Les donateurs attendent en échange, un retour de faveur[source insuffisante],,[source insuffisante].
En 2010, la Cour suprême des États-Unis lève dans l'arrêt Citizens United l’interdiction faite aux entreprises privées et aux associations de financer de façon illimitée des publicités et des actions en faveur ou en défaveur d’un candidat via des comités d'actions politiques (super-PAC).
Plusieurs fausses sociétés écrans sont ainsi créées et financent de façon quasi-anonyme les groupes politiques[source insuffisante],[source insuffisante].
En 2014, la Cour suprême déplafonne en partie les dons individuels, la limite pour les dons individuels passe désormais à 3,5 millions de dollars tous les deux ans,[source insuffisante].

## Analyses et observations
Cette section ne s'appuie pas, ou pas assez, sur des sources secondaires ou tertiaires indépendantes du sujet.

Pour l'améliorer, ajoutez-en, ou placez des modèles {{Source secondaire souhaitée}} ou {{Source secondaire nécessaire}} sur les passages mal sourcés. (janvier 2023)
Selon certains spécialistes politiques[Qui ?], il est possible de prévoir quel candidat sera élu à la présidentielle avant même le dévoilement du vote populaire de la totalité des 50 États. En effet, la Californie, le Texas, la Floride, l'État de New York et l'Illinois forment les États-clés les plus peuplés et les plus diversifiés ethniquement et sociologiquement du pays. De plus, ils sont situés à des endroits géostratégiques : sud-ouest, sud, sud-est, nord-est et nord. Si un candidat réussit à gagner l'ensemble de ces cinq États, il est quasi assuré de la victoire : les différentes catégories de la population américaine ont toutes incontestablement voté en majorité pour lui. Beaucoup des 45 autres États ne peuvent donc que, théoriquement, suivre cette logique.
Tous les candidats qui ont obtenu ces 5 États dans l'histoire présidentielle américaine ont été triomphalement élus avec une large avance sur leur concurrent. Cela dit, pour être sûr de décrocher l'élection, ces cinq États ne suffisent pas à obtenir la majorité des grands électeurs. Il faut pour cela acquérir au minimum les 13 premiers États ayant le plus de grands électeurs.
Entre 1960 et 2004, le Missouri est aussi un État-clé lors des élections présidentielles américaines. Situé géographiquement au cœur de l'Amérique, la majorité du vote populaire a presque toujours correspondu au vote national. C’était donc un bon indicateur du résultat final.

## Résultats des élections de 1789 à ce jour (grands électeurs)
- 1920 : Harding (404) - Cox (127)
- 1924 : Coolidge (382) - Davis (176)
- 1928 : Hoover (444) - Smith (87)
- 1932 : Roosevelt (472) - Hoover (59)
- 1936 : Roosevelt (523) - Landon (8)
- 1940 : Roosevelt (449) - Willkie (82)
- 1944 : Roosevelt (432) - Dewey (99)
- 1948 : Truman (303) - Dewey (189)
- 1952 : Eisenhower (442) - Stevenson (89)
- 1956 : Eisenhower (457) - Stevenson (73)
- 1960 : Kennedy (303) - Nixon (219)
- 1964 : Johnson (486) - Goldwater (52)
- 1968 : Nixon (301) - Humphrey (191)
- 1972 : Nixon (520) - McGovern (17)
- 1976 : Carter (297) - Ford (240)
- 1980 : Reagan (489) - Carter (47)
- 1984 : Reagan (525) - Mondale (13)
- 1988 : Bush (426) - Dukakis (111)
- 1992 : Clinton (370) - Bush (168)
- 1996 : Clinton (379) - Dole (159)
- 2000 : W. Bush (271) - Gore (266)
- 2004 : W. Bush (286) - Kerry (251)
- 2008 : Obama (365) - McCain (173)
- 2012 : Obama (332) - Romney (206)
- 2016 : Trump (304) - H. Clinton (227)
- 2020 : Biden (306) - Trump (232)
- 2024 : Trump (312) - Harris (226)